# 10. ročník udílení AACTA International Awards
10. ročník udílení AACTA International Awards proběhl 5. března 2021. Vzhledem k pandemii covidu byla obvyklá akce v Los Angeles v Kalifornii zrušená a ceny byly vyhlášeny prostřednictvím YouTube. Ve srovnání s předchozími ročníky byly zavedeny čtyři nové kategorie pro mezinárodní televizní produkci. Nominace byly oznámeny 12. února 2021.

## Vítězové a nominovaní

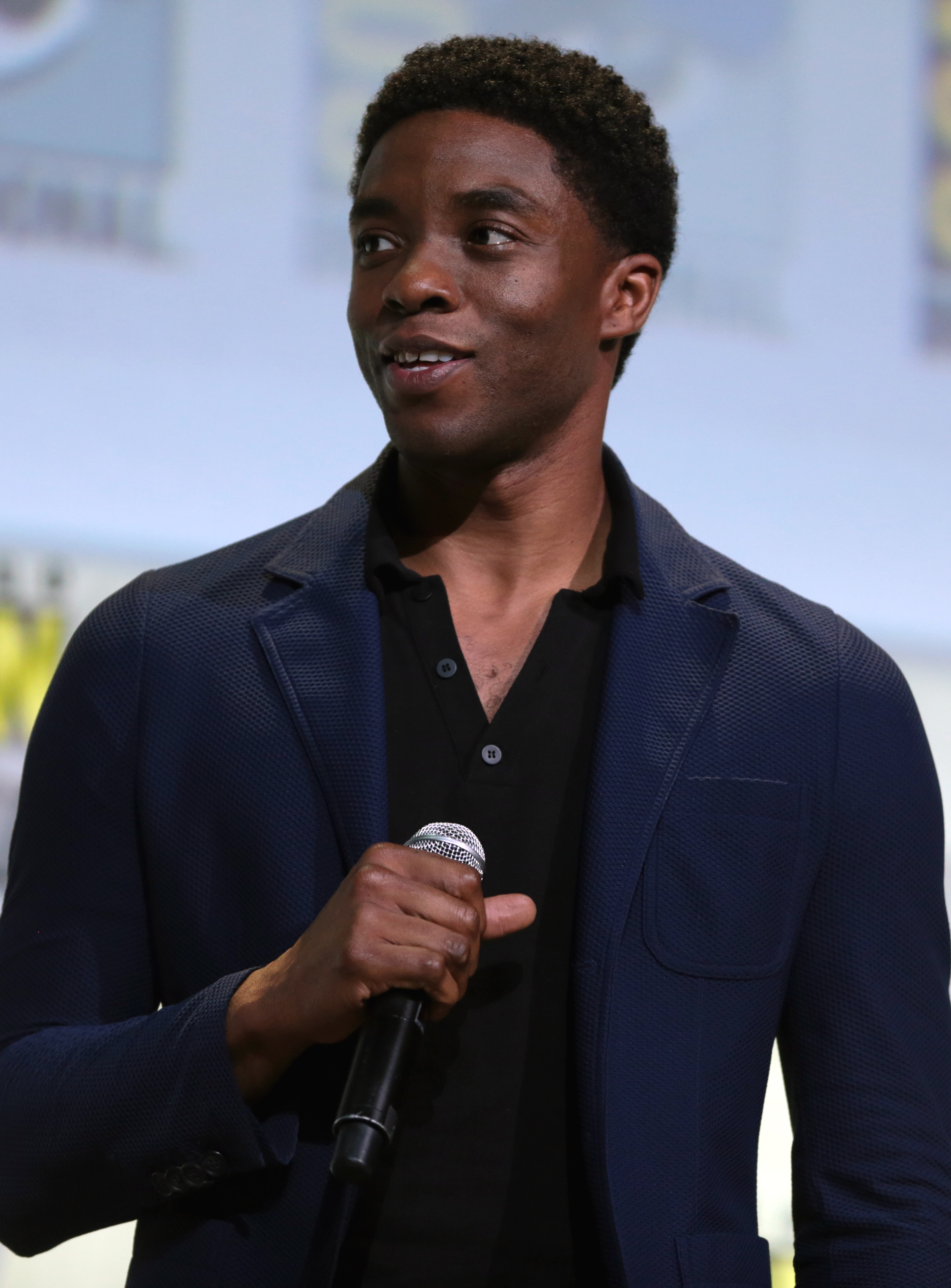
Chadwick Boseman, vítěz v kategorii nejlepší mužský herecký výkon v hlavní roli za výkon ve filmu Ma Rainey – matka blues

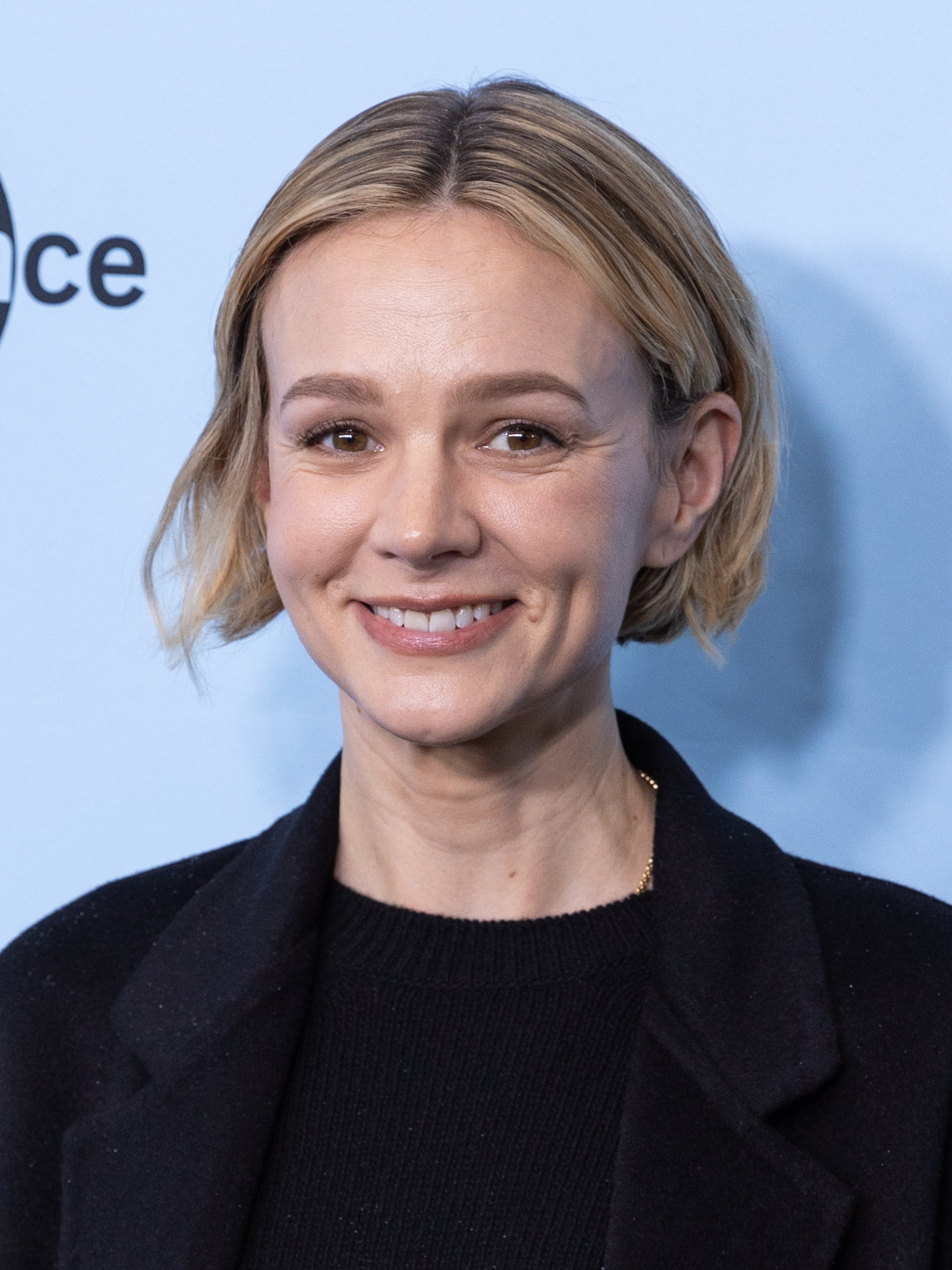
Carey Mulliganová, vítězka v kategorii nejlepší ženský herecký výkon v hlavní roli za výkon ve filmu Nadějná mladá žena

Vítěz je vždy uveden jako první a tučným písmem.

### Film
| Nejlepší film | Nejlepší režisér |
| --- | --- |
| Nadějná mladá žena - Otec - Minari - Země nomádů - Chicagský tribunál | Chloé Zhaová – Země nomádů - Pete Docter – Duše - Emerald Fennellová – Nadějná mladá žena - David Fincher – Mank - Aaron Sorkin – Chicagský tribunál |
| Nejlepší mužský herecký výkon v hlavní roli | Nejlepší ženský herecký výkon v hlavní roli |
| Chadwick Boseman jako Levee Green – Ma Rainey – matka blues - Riz Ahmed jako Ruben Stone – Zvuk metalu - Adarsh Gourav jako Balram Halwai – Bílý tygr - Anthony Hopkins jako Anthony – Otec - Gary Oldman jako Herman J. Mankiewicz – Mank                                                   | Carey Mulliganová jako Cassandra „Cassie“ Thomas – Nadějná mladá žena - Viola Davis jako Ma Rainey – Ma Rainey – matka blues - Vanessa Kirby jako Martha Weiss – Střípky ženy - Frances McDormandová jako Fern – Země nomádů - Eliza Scanlenová jako Milla Finlay – Než skončí léto |
| Nejlepší mužský herecký výkon ve vedlejší roli | Nejlepší ženský herecký výkon ve vedlejší roli |
| Sacha Baron Cohen jako Abbie Hoffman – Chicagský tribunál - Chadwick Boseman jako „Stormin“ Norman Earl Holloway – Bratrstvo pěti - Ben Mendelsohn jako Henry Finlay – Než skončí léto - Mark Rylance jako William Kunstler – Chicagský tribunál - David Strathairn jako David – Země nomádů | Olivia Colmanová jako Anne – Otec - Maria Bakalovová jako Tutar Sagdijev – Boratův navázaný telefilm - Saoirse Ronanová jako Charlotte Murchison – Amonit - Amanda Seyfriedová jako Marion Davies – Mank - Charlene Swankie jako Swankie – Země nomádů                              |
| Nejlepší scénář | |
| Aaron Sorkin – Chicagský tribunál - Florian Zeller a Christopher Hampton – Otec - Jack Fincher – Mank - Chloé Zhaová – Země nomádů - Emerald Fennellová – Nadějná mladá žena | |

### Televize
| Nejlepší komediální seriál | Nejlepší dramatický seriál |
| --- | --- |
| Městečko Schitt's Creek - Po životě - Veliká - Sexuální výchova - Co děláme v temnotách | Dámský gambit - Koruna - Můžu tě zničit - Mandalorian - Mystery Road |
| Nejlepší mužský herecký výkon v seriálu | Nejlepší ženský herecký výkon v seriálu |
| Aaron Pedersen jako Jay Swan – Mystery Road - Jason Bateman jako Martin Byrde – Ozark - Hugh Grant jako Jonathan Fraser – Mělas to vědět - Dan Levy jako David Rose – Městečko Schitt's Creek - Paul Mescal jako Connell Waldron – Normální lidi | Anya Taylor-Joy jako Beth Harmonová – Dámský gambit - Cate Blanchettová jako Phyllis Schlaflyová – Mrs. America - Daisy Edgar-Jones jako Marianne Sheridan – Normální lidi - Nicole Kidmanová jako Grace Fraser – Mělas to vědět - Catherine O'Hara jako Moira Rose – Městečko Schitt's Creek |